# Острец (Вакарелска планина)
Вижте пояснителната страница за други значения на Острец.
Острец (до 1 февруари 1989 г. Сиври баир), с височина 1088 m, е най-високият връх на Вакарелската планина – част от Ихтиманска Средна гора. До 1989 година носи името Сиври баир.
Върхът, изграден от гнайсови скали, изпъква леко над заобленото било. Покрит е с широколистна гора. В западното подножие на върха се намира язовир „Искър“.